# カールスプラッツ駅
カールスプラッツ駅（Karlsplatz）はオーストリアのウィーンの都心南部にある駅である。
ウィーン地下鉄1号線(U1)、ウィーン地下鉄2号線(U2)、ウィーン地下鉄4号線(U4)、ウィーン地方鉄道 (WLB, Wiener Lokalbahnen) 等が停車する。

## 旧駅舎

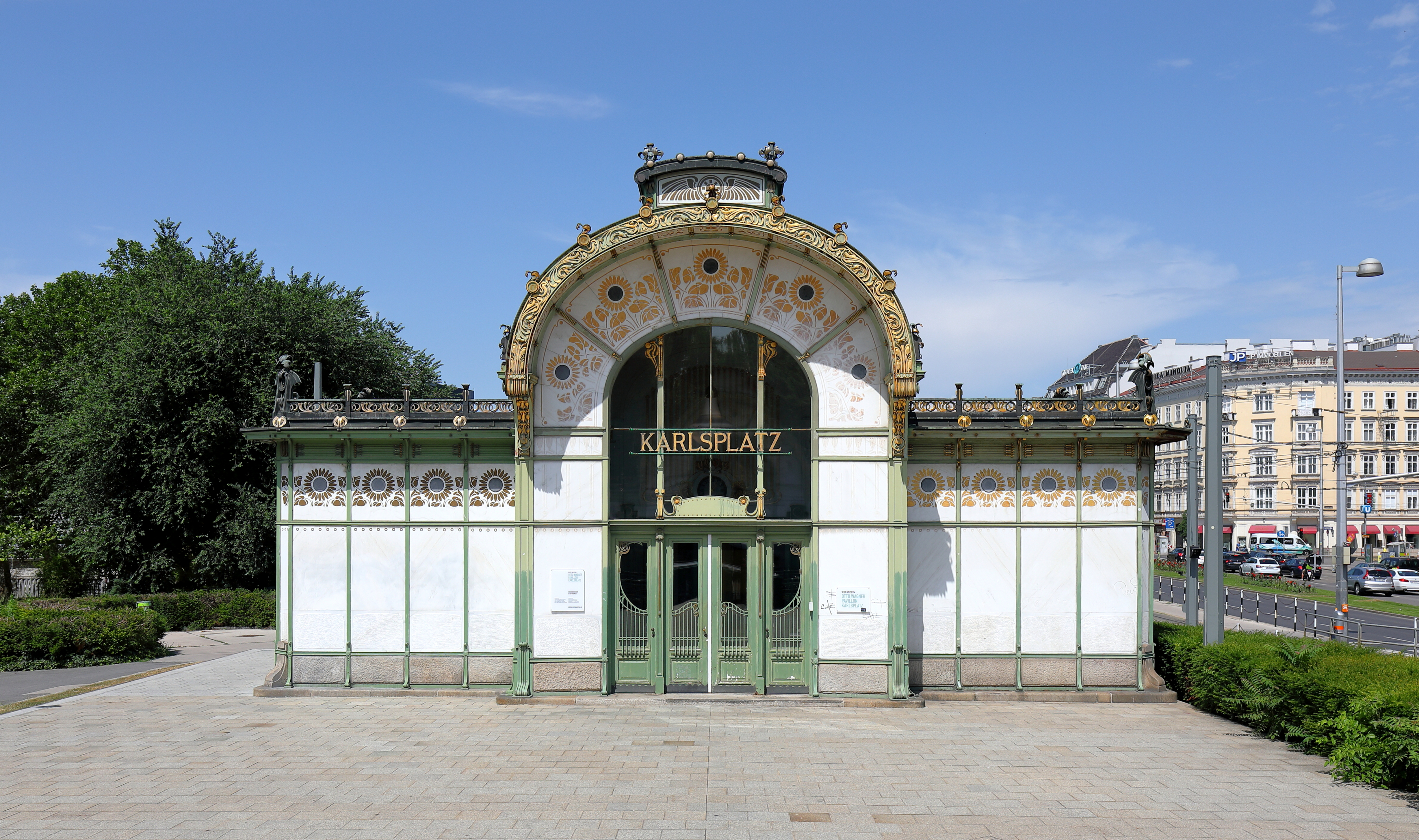
カールスプラッツのシュタットバーン時代の旧駅舎

かつてウィーン地下鉄4号線(U4)の前身であるシュタットバーンに用いられていたカールスプラッツ旧駅舎は、アール・ヌーヴォー様式の建築の代表例として著名である。これらの建築は、当時流行したウィーン分離派に含まれる。この駅舎を建設したのはオットー・ワーグナー、ヨゼフ・マリア・オルブリッヒであり、当時建設された19世紀末としては、世界で一番近代的な都市の1つとされていたウィーンにおいて、最も近代的な建築とされた。
旧駅舎は1899年の開業であるが、シュタットバーンが1981年、ウィーン地下鉄4号線(U4)に転換されたとき、使われなくなり撤去される予定であった。しかし存続を要求する人々の声があり、旧駅舎は残ることになった。そして改築を経て、ウィーン美術館の展示空間の一部及びカフェとして、引き続き活用されている。